# Luciano José Cabral Duarte
Luciano José Cabral Duarte  (* 21. Januar 1925 in Aracajú, Brasilien; † 29. Mai 2018 ebenda) war ein brasilianischer Geistlicher und römisch-katholischer Erzbischof von Aracajú.

## Leben
Luciano José Cabral Duarte empfing am 18. Januar 1948 die Priesterweihe für das Bistum Aracajú. 
Papst Paul VI. ernannte ihn am 14. Juli 1966 zum Weihbischof in Aracajú und Titularbischof von Gadiaufala. Der Erzbischof von Aracajú, José Vicente Távora, spendete ihm am 2. Oktober desselben Jahres die Bischofsweihe; Mitkonsekratoren waren José Bezerra Coutinho, Bischof von Estância, und José Brandão de Castro CSsR, Bischof von Propriá. 
Papst Paul VI. ernannte ihn am 12. Februar 1971 zum Erzbischof von Aracajú. Am 26. August 1998 nahm Papst Johannes Paul II. sein vorzeitiges Rücktrittsgesuch an.
Er war unter anderem Präsident der staatlichen Hochschulkammer im Bundesstaat Sergipe im Nordosten von Brasilien. Er war Namensgeber mehrerer Bildungsinstitutionen.